# Amityville II: Opętanie
Amityville II: Opętanie (Amityville II: The Possession) – horror produkcji amerykańsko-meksykańskiej z 1982 roku w reżyserii Damiano Damianiego, powstały na podstawie książki Hansa Holzera. Prequel filmu Amityville Horror z 1979 roku.

## Zdjęcia
Zdjęcia do filmu realizowane były na terenie Meksyku (Meksyk), Stanów Zjednoczonych (Jersey City).